# Pyu

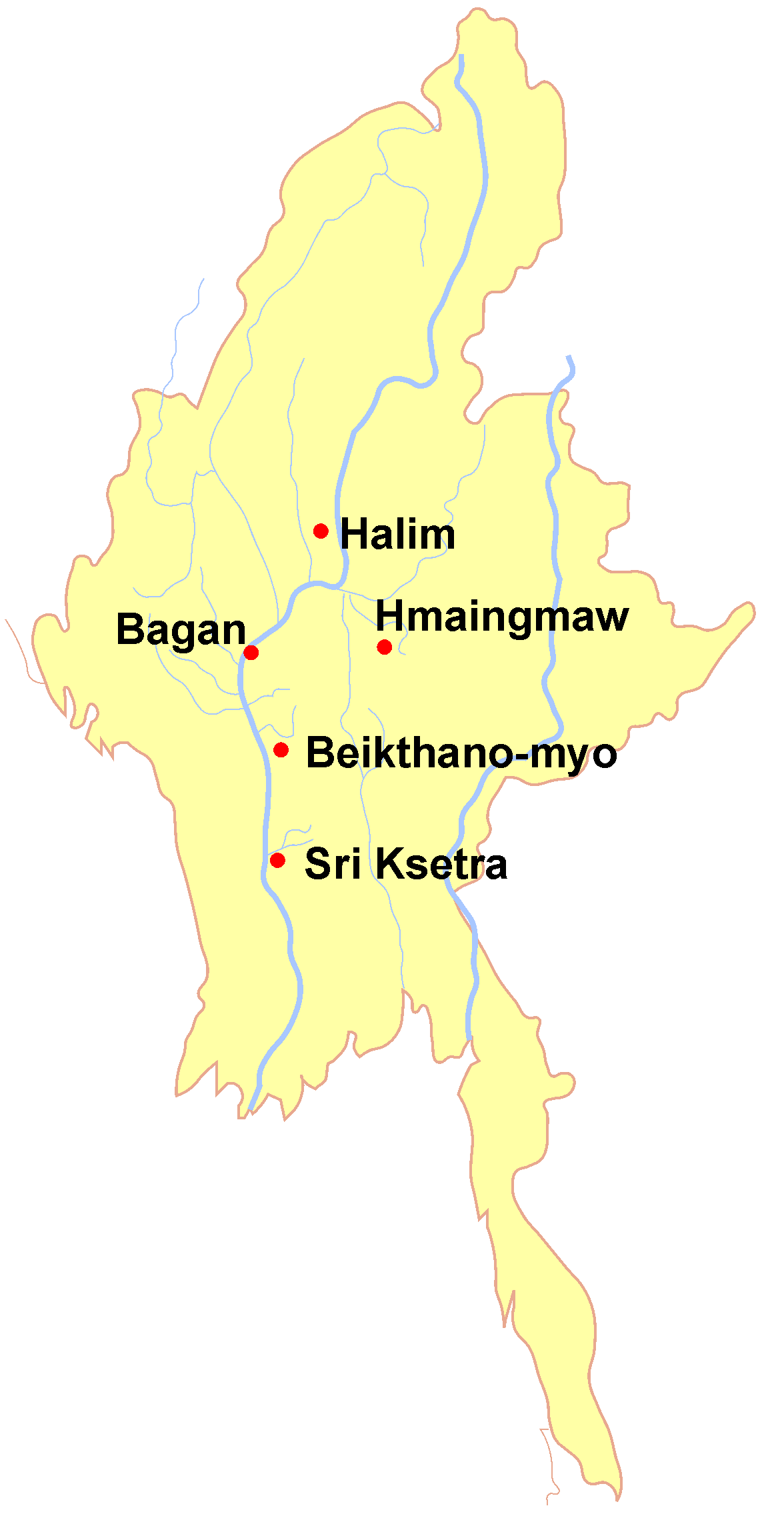
I maggiori siti Pyu

Pyu (Anche scritto Pyuu o Pyus) si riferisce ad una serie di città-stato antiche (ma anche della loro lingua) nelle regioni centrali e settentrionali regioni dell'attuale Myanmar (Birmania), fra il I secolo a.C. e il IX secolo d.C., approssimativamente tra il 100 a.C. e l'840 d.C.

## Storia
La storia dei Pyu ci è nota grazie a due principali fonti: i resti della loro civiltà in forma di rovine e soprattutto le iscrizioni (alcune in Pali, ma principalmente in linguaggio Pyu, variante del Gupta) e da piccoli rapporti di alcuni viaggiatori e commercianti Cinesi, conservati nella storia imperiale della Cina. 

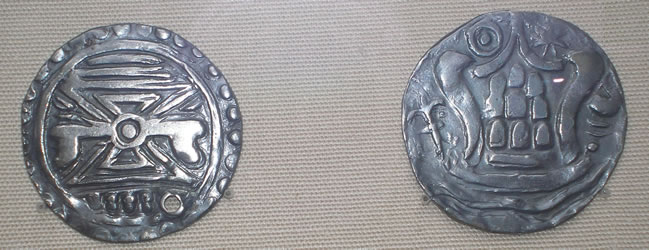
Monete Pyu

La popolazione Pyu è ritenuta appartenente ad un gruppo etnico diverso da quello dei Bamar (Birmani), è possibile però che avessero dei legami con i migranti Sino-Tibetani che tempo dopo divennero parte dell'etnia Bamar.
Essi erano molto pacifici, con una scarsa, quasi nulla, conoscenza della guerra, ricorrevano però ai duelli per risolvere le questioni personali. Anche la pena di morte veniva usata, benché davvero raramente. I Pyu erano dediti al commercio con Cina e India, facendo delle loro 18 città stato veri e propri centri commerciali. I più importanti centri erano Sri Ksetra (in assoluto il più influente), Binnaka, Mongamo e Halingyi.
Dal 2014 sono il primo patrimonio dell'Umanità della Birmania.